# Nymphon lituus
Nymphon lituus is een zeespin uit de familie Nymphonidae. De soort behoort tot het geslacht Nymphon. Nymphon lituus werd in 1979 voor het eerst wetenschappelijk beschreven door Child. 